# Centris jujuyana
Centris jujuyana är en biart som beskrevs av Roig-alsina 2000. Centris jujuyana ingår i släktet Centris och familjen långtungebin. Inga underarter finns listade.